# Timoteo Solórzano Rojas
Timoteo Solórzano Rojas MSC (* 24. Januar 1969 in Chucos, Peru) ist ein peruanischer Ordensgeistlicher und römisch-katholischer Bischof von Tarma.

## Leben
Timoteo Solórzano Rojas trat 1987 der Ordensgemeinschaft der Herz-Jesu-Missionare bei und absolvierte in der Folge das Noviziat in der Dominikanischen Republik. Von 1988 bis 1996 studierte er Philosophie und Katholische Theologie in Lima. Solórzano Rojas legte die erste Profess am 15. August 1990 ab und die ewige Profess am 15. August 1998. Er empfing am 9. Januar 2001 das Sakrament der Priesterweihe.
Anschließend war Timoteo Solórzano Rojas für ein Jahr Pfarrvikar im Erzbistum Trujillo. Von 2003 bis 2004 war er Pfarrer der Pfarreien Puquio und Lucanas in der Territorialprälatur Caravelí und von 2005 bis 2007 Pfarrer im Erzbistum Lima sowie Krankenhausseelsorger in der Klinik „Stella Maris“ in Lima. Von 2007 bis 2010 war er Pfarrer der Pfarrei San Pablo im Erzbistum Trujillo. Von 2011 bis 2018 war er Leiter der Ausbildung der Herz-Jesu-Missionare in Peru und Pfarrvikar in der Pfarrei San Felipe in Lima. 2018 wurde Timoteo Solórzano Rojas Pfarrer der Pfarrei Santiago Apóstol in Acarí in der Territorialprälatur Caravelí.
Am 6. November 2018 ernannte ihn Papst Franziskus zum Titularbischof von Dumium und zum Weihbischof in Trujillo. Der Erzbischof von Trujillo, Héctor Miguel Cabrejos Vidarte OFM, spendete ihm am 5. Januar des folgenden Jahres die Bischofsweihe. Mitkonsekratoren waren der Apostolische Nuntius in Peru, Erzbischof Nicolas Girasoli, und der peruanische Militärbischof, Juan Carlos Vera Plasencia MSC.
Am 18. Juni 2022 ernannte ihn Papst Franziskus zum Bischof von Tarma. Die Amtseinführung fand am 6. August desselben Jahres statt.

## Wahlspruch
Der Wahlspruch von Bischof Timoteo Solórzano lautet: In verbo Tuo laxabo rete („auf dein Wort will ich das Netz auswerfen“). Er ist dem Lukasevangelium entnommen. (Lk 5,5 )